# دوري هونغ كونغ لكرة القدم 1919–20
دوري هونغ كونغ لكرة القدم 1919–20 (بالصينية: 1919–20年香港甲組足球聯賽) هو موسم من دوري هونغ كونغ لكرة القدم ‏، وهو أعلى دوري لكرة القدم في هونغ كونغ، فاز فيه Hong Kong FC (football) ‏.